# Games Convention
Games Convention (рус. Игровой съезд, далее — GC) — ежегодное общественное мероприятие, проводимое в немецком городе Лейпциге, выставка компьютерных игр. GC — одно из самых крупных и популярных в мире мероприятий, посвящённых в основном индустрии компьютерных игр (ПК-играм, консольным, онлайновым и мобильным играм), игровым технологиям, а также другим областям искусства, которые так или иначе связаны с компьютерными играми. Первая GC состоялась в 2002 году и управлялась компанией «Leipziger Messe GmbH» (рус. Лейпцигская ярмарка) совместно с немецкой федеральной ассоциацией по интерактивному развлекательному программному обеспечению (нем. Bundesverband für Interaktive Unterhaltungssoftware).

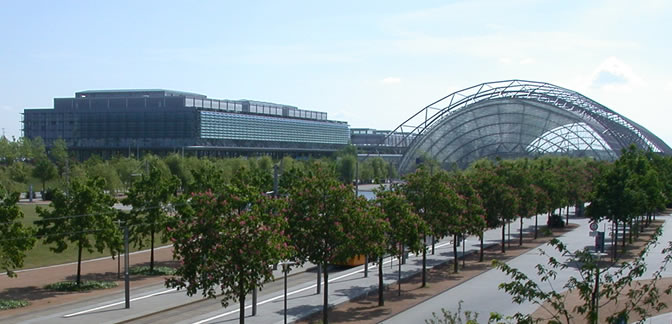
Западные крылья и центральный зал нового помещения Лейпцигской ярмарки. Восточные крылья и бизнес-центр справа, вне камеры. Один только центральный зал этого сооружения настолько велик, что может вместить целое футбольное поле.

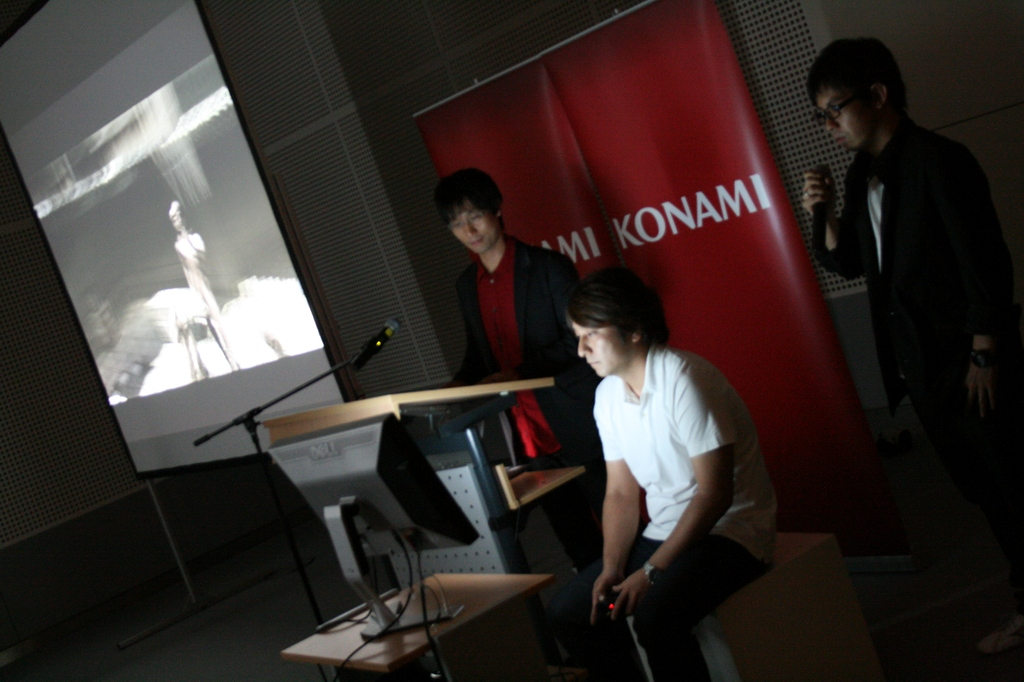
Живая демонстрация Metal Gear Solid 4: Guns of the Patriots на Games Convention 2007.

Ярмарка проводится в обширном современном комплексе выставочных залов. В 2006 году на ней присутствовало 183 000 посетителей, 2 600 журналистов, было представлено 368 экспонатами из 25 стран мира. По этим показателям GC конкурирует с японской выставкой Tokyo Game Show за звание самого значительного игрового события в мире. Для сравнения, и японская, и немецкая выставки имеют в три раза большую площадь предназначенных для непрофессиональных игроков выставочных залов, чем Лос-Анджелесская выставка E3. Бизнес-центр (англ. Business Centre) в Лейпциге зарезервирован для профессиональных посетителей. В 2008 году количество посетителей GC достигло отметки в 203 000 человек.
Для идентификации молодых посетителей им раздают цветные браслеты, надеваемые на правую руку. Цвет браслета указывает возраст посетителя: 6 лет и старше (жёлтый), 12 лет и старше (зелёный), 16 лет и старше (синий), 18 лет и старше (красный). Эти индикаторы соответствуют возрастным критериям, принятым оценочной комиссией USK, немецкой версией PEGI или ESRB.

## История
Впервые GC была проведена в 2002 году. В 2005 году количество посетителей увеличилось до 134 000, а в 2007 — до 185 000 человек.
Как правило, GC проводится в последнюю неделю августа каждого года. GC 2007 проходила с 23 по 26 августа. Она стартовала на один день раньше для прессы, сотрудников индустрии компьютерных игр и игровых разработчиков.
В 2008 году GC проходила с 21 по 24 августа. Индустриальный консорциум BIU объявил, что GC 2009 будет проходить не в Лейпциге, а в Кёльне, и будет называться «GAMESCom». Тем не менее, было объявлено, что выставка GC 2009 будет проходить и в Лейпциге, спонсируемая властями Лейпцига и Саксонии.
В 2009 году, согласно планам организаторов, GC должна была проходить с 19 по 23 августа.
29 января 2009 года был опубликован пресс-релиз Leipziger Messe, в котором говорится о том, что выставка Games Convention официально отменена. Запланированное на 2009 год игровое мероприятие, которое должно было пройти 19-23 августа, также было отменено.

На смену Games Convention и Games Convention Developers Conference пришли GamesCom и GDC Europe соответственно, которые проводились в Кёльне во второй половине августа 2009 года.

## Статистика
| Год  | Посетители | Экспонаты | Профессиональные посетители | Журналисты | Площадь выставки |
| 2002 | 80 000     | 166       | 3 000                       | 750        | 30 000 м²        |
| 2003 | 92 000     | 207       | 3 500                       | 1 300      | 42 000 м²        |
| 2004 | 105 000    | 258       | 4 200                       | 1 700      | 55 000 м²        |
| 2005 | 134 000    | 280       | 6 200                       | 2 000      | 80 000 м²        |
| 2006 | 183 000    | 367       | 7 000                       | 2 400      | 90 000 м²        |
| 2007 | 185 000    | 503       | 12 300                      | 3 400      | 112 500 м²       |
| 2008 | 203 000    | 547       | 14 600                      | 3 800      | 115 000 м²       |

## Азиатская экспансия
6 сентября 2007 года в Сингапуре прошла первая выставка Games Convention Asia. Таким образом GC наступал на азиатско-тихоокеанскую игровую область.

## Games Convention Developers Conference
Games Convention Developers Conference (сокращенно GCDC; рус. Конференция разработчиков на Games Convention) — наибольшая в Европе конференция по игровому дизайну и разработке игр, которую в 2008 году посетили 950 человек.
GCDC проводится в том же самом комплексе, что и GC, сразу перед открытием основной выставки. На GCDC разработчики обсуждают способы разработки и финансовые стороны игрового дизайна, им показывают слайды, презентации, выступления известных деятелей игровой индустрии и т. д. GCDC открыта для игровых профессионалов, прессы, а также тех, кто только делает первые шаги в мире разработки компьютерых игр.
Как и главная европейская конференция, GCDC собирает лучших деятелей индустрии игр и игровых разработчиков со всего мира. Среди них такие личности, как Боб Бэйтс (англ. Bob Bates), Луис Кастл (англ. Louis Castle), Дон Даглоу (англ. Don Daglow), Питер Молиньё (англ. Peter Molyneux), Билл Ропер (англ. Bill Roper), Брюс Шелли, Дэвид Перри (англ. David Perry) и Уилл Райт.

### Докладчики
Самые известные и значимые докладчики на GCDC.

#### 2007
- Джулиан Эггебрехт (англ. Julian Eggebrecht) из Factor 5, США
- Питер Молиньё (англ. Peter Molyneux) из Lionhead Studios, Великобритания
- Майкл Каппс (англ. Michael Capps) и Марк Рейн (Mark Rein) из Epic Games, США
- Марк Моррис (англ. Mark Morris) из Introversion Software, Великобритания
- Кен Ролстон (англ. Ken Rolston) из Big Huge Games, США
- Кэти Кэмпос (англ. Cathy Campos) из Panache, Великобритания
- Дуг Уотли (англ. Doug Whatley) из Break Away, США
- Майкл Льюис (англ. Michael Lewis) из Cryptic Studios, США
- Джордж Бэйн (англ. George Bain) из Великобритании
- Кристофер Шмитц (нем. Christopher Schmitz) из 10Tacle Studios, Германия
- Михаэль Виммер (нем. Michael Wimmer) из Венского университета (University of Vienna), Австрия
- Александр Фернандес (англ. Alexander Fernandez) из Streamline Studios, Нидерланды
- Амир Тааки (фин. Amir Taaki) из Crystal Space, Финляндия
- Джефф Стрэйн (англ. Jeff Strain) из ArenaNet, США
- Влад Ихора (англ. Vlad Ihora) из Telia Sonera, Швеция
- Барбара Липпе (нем. Barbara Lippe) из Avaloop, Австрия
- Памела Като (англ. Pamela Kato) из The GamerX, США
- Уве Никл (англ. Uwe Nikl) из Level 3, Великобритания
- Мэтт Фирор (англ. Matt Firor) из Ultra Mega Games, США
- Константин Эвальд (нем. Konstantin Ewald) из Osborne Clark, Германия
- Джон Смедли (англ. John Smedley) из Sony Online Entertainment, США
- Синди Армстронг (англ. Cindy Armstrong) из Webzen, США
- Дженнифер МакЛин (англ. Jennifer MacLean) из Comcast Interactive Media, США
- Крис Моттес (дат. Chris Mottes) из Deadline Games, Дания
- Джеф Хикман (англ. Jeff Hickman) из EA Mythic, США
- Джеффри Стифел (англ. Jeffrey Steefel) из Turbine, Inc., США
- Дон Даглоу (англ. Don Daglow) из Stormfront Studios, США
- Мэтт Файрор (англ. Matt Firor) из США
- Джейсон Мэнли (англ. Jason Manley) из Massive Black, США
- Патрик Палм (англ. Patric Palm) из Hansoft, Швеция

#### 2008
- Дэвид Пэрри (англ. David Perry) из Acclaim Games, США
- Джеват Ерли (тур. Cevat Yerli) из Crytek, Германия
- Майк Кэппс (англ. Mike Capps) из Epic Games, США
- Пол Барнетт (англ. Paul Barnett) из Mythic Entertainment, США

## День прессы и пресс-конференция
Для профессиональных посетителей, таких как разработчики и журналисты, GC открывается на день раньше, чем для основной публики. В этот день многие разработчики и издатели проводят свои официальные пресс-конференции.

## Симфонический концерт игровой музыки
Как часть GC, вечером первого дня GC в концертном зале Гевандхаус проводится симфонический концерт игровой музыки (англ. Symphonic Game Music Concert). Среди тех, кто выступал на Symphonic Game Music Concert, находятся всемирно известные игровые музыкальные композиторы, такие как Нобуо Уэмацу, Митиру Яманэ, Акира Ямаока, Джейсон Хэйес (англ. Jason Hayes), Роб Хаббард, Крис Хюльсбек (нем. Chris Hülsbeck), Юдзо Косиро и Инон Зур.